# Johannes Grieser
Johannes Grieser (* 28. Dezember 1955 in Ulm) ist ein deutscher Filmregisseur, Schauspieler und Drehbuchautor.

## Leben und berufliche Stationen
Nach seinem dreijährigen Schauspielstudium an der Hochschule für Darstellende Kunst in Stuttgart arbeitete Johannes Grieser als Schauspieler und Regieassistent an verschiedenen deutschen Bühnen, unter anderem in Kiel, Stuttgart und Ulm. Im Anschluss studierte Grieser Regie an der HFF in München.

## Filmografie (Auswahl)

### Regie
- 1986: Wöhlunds Rache (Co-Regie; HFF-Kurzfilm)
- ab 2001: Ein starkes Team (Fernsehserie)
  - 2001:  Verraten und verkauft
  - 2002:  Träume und Lügen
  - 2003:  Blutsbande
  - 2004:  Der Verdacht
  - 2006:  Sippenhaft
  - 2006:  Gier
  - 2018: Tödlicher Seitensprung
  - 2019: Erntedank
  - 2019: Tödliche Seilschaften
  - 2021:  Gute Besserung
  - 2023:  Kurierfahrt in den Tod
  - 2024:  Tod einer Pflegerin
- 2002: Tödliches Vertrauen
- 2004: Mörderische Suche
- 2005: Hölle im Kopf
- 2006–2014: Tatort (Fernsehreihe, 8 Folgen)
  - 2006: Revanche
  - 2006: Nachtwanderer
  - 2010: Heimwärts
  - 2010: Die Unsichtbare
  - 2011: Nasse Sachen
  - 2012: Scherbenhaufen
  - 2012: Todesschütze
  - 2014: Der Maulwurf
- 2007: Der Kronzeuge
- 2007: Die Entführung
- 2007: In letzter Sekunde
- 2008: Tod in der Eifel
- 2009: Ein geheimnisvoller Sommer
- 2011: Mord in bester Familie
- 2013: Ein offener Käfig
- 2014: In gefährlicher Nähe (auch: Am Ende des Tages)
- 2014: Für immer ein Mörder – Der Fall Ritter
- 2016: Böse Wetter – Das Geheimnis der Vergangenheit
- 2017: Unter Verdacht (Fernsehreihe; Folge Die Guten und die Bösen)
- 2022: Der Tod kommt nach Venedig (Fernsehfilm)

### Darstellung
- 1986: Die stille Frau (Kurzfilm)
- 1990–1991: Der Alte (Fernsehserie, 6 Folgen)

### Drehbuch
- 1998: Hinter Gittern – Der Frauenknast (Fernsehserie, Folgen Pyrrhussieg und Vermisst)
- 2002: SOKO Leipzig (Fernsehserie, Folge: Alte Freunde)
- 2011: Mord in bester Familie